# Tata Power
Tata Power — публічна індійська електроенергетична компанія.
Компанія була заснована як Tata Hydroelectric Power Supply Company в 1911 році, а сучасну назву отримала після злиття з Andhra Valley Power Supply Company у 1916 році. Зараз компанія є найбільшою приватною електрогенеруючою компанією, з рівнем виробництва електроенергії у 2670 МВт. Окрим традиційних, генеруючі потужності компанії включають термальні, сонячні й вітрові електростанції. Крім того, компанія займається постачанням та електроенергії, як магістральним, так і до кінцевих користувачів. Компанія стала першою в Індії електрогенеруючою компанією із отриманням в 1915 році концесії на першу велику гідроелектростанцію Південної Азії біля міст Бхівпурі і Хополі, зараз штат Махараштра.